# X. Ptolemaiosz
X. Ptolemaiosz (I.) Alexandrosz (görögül Πτολεμαίος Αλέξανδρος, Kr. e. 139 – Kr. e. 88 nyara), az ókori Egyiptom kilencedik királya a Ptolemaidák közül (uralkodott Kr. e. 107-től haláláig), VIII. Ptolemaiosz és unokahúga, III. Kleopátra kisebbik gyermeke volt.

## Élete
Apja Kr. e. 116-os halálakor a trónt feleségére (egyben unokahúgára), III. Kleopatrára hagyta azzal a kikötéssel, hogy társuralkodóul veszi maga mellé idősebb fiukat, IX. Ptolemaiosz Szótért. Bár Kleopátra jobban kedvelte kisebbik fiát, Ptolemaiosz Alexandroszt, Alexandria lakossága elsőszülöttjét támogatta, így Alexandrosz csak Ciprus királya lehetett Kr. e. 110/109-től. A királynő azonban nem tett le fia trónhoz juttatásának tervéről, ezért Kr. e. 107-ben elűzette a trónról, helyét pedig mintegy tizenkilenc éven át öccse foglalhatta el.
Kleopatra és kisebbik fia hiába próbálta megtámadni a magának Ciprust megszerző Szótért. A szíriai térségben zajló háborúkban is mindig egymás ellen foglaltak állást. Amikor bátyja Kr. e. 103-ban Alexandrosz Iannaiosz júdeai királytól elragadta Gáza és Ptolemaisz városát, miután legyőzte a Jordán folyó partján, Kleopatra és fia azonnal szövetkezett a zsidókkal, és seregeik visszafoglalták Föníciát és Ptolemaiszt. (A tengeren Ptolemaiosz, a szárazföldön anyja irányította a hadműveleteket.) Szótér ezután Gázából megpróbált betörni Egyiptomba, majd miután kudarcot vallott, két év után visszavonult szigetére.
Később VIII. Antiokhosz Grüposzt támogatta rokona, IX. Antiokhosz Küzikénosz ellenében a Szeleukida Birodalmat dúló polgárháborúkban, míg ez utóbbi a Ciprusra száműzött király támogatását élvezte.
Bár trónhoz juttatta, X. Ptolemaiosz viszonya nem volt felhőtlen anyjával. A király jobbnak látta elmenekülni Alexandriából, de Kleopatrának sikerült visszacsábítania – ekkor viszont attól félve, hogy anyja az életére tör, Kr. e. 101-ben meggyilkoltatta őt. Attól kezdve fivérének lányával, III. Berenikével uralkodott közösen, akit feleségül vett. Kr. e. 88-ban lázadás vetett véget uralmának. A visszatérő IX. Ptolemaiosz ellen még megpróbált hadat gyűjteni, de tengeri ütközetben vereséget szenvedett, és bukásának évében meghalt.
Bátyja Kr. e. 80-as halálát követően rövid időre Berenikétől származó fia, XI. Ptolemaiosz került trónra Sulla római dictator támogatásával édesanyjával együtt, de miután özvegye végzett a fiával, a népharag áldozatául esett.